# Frauen im jugoslawischen Volksbefreiungskampf

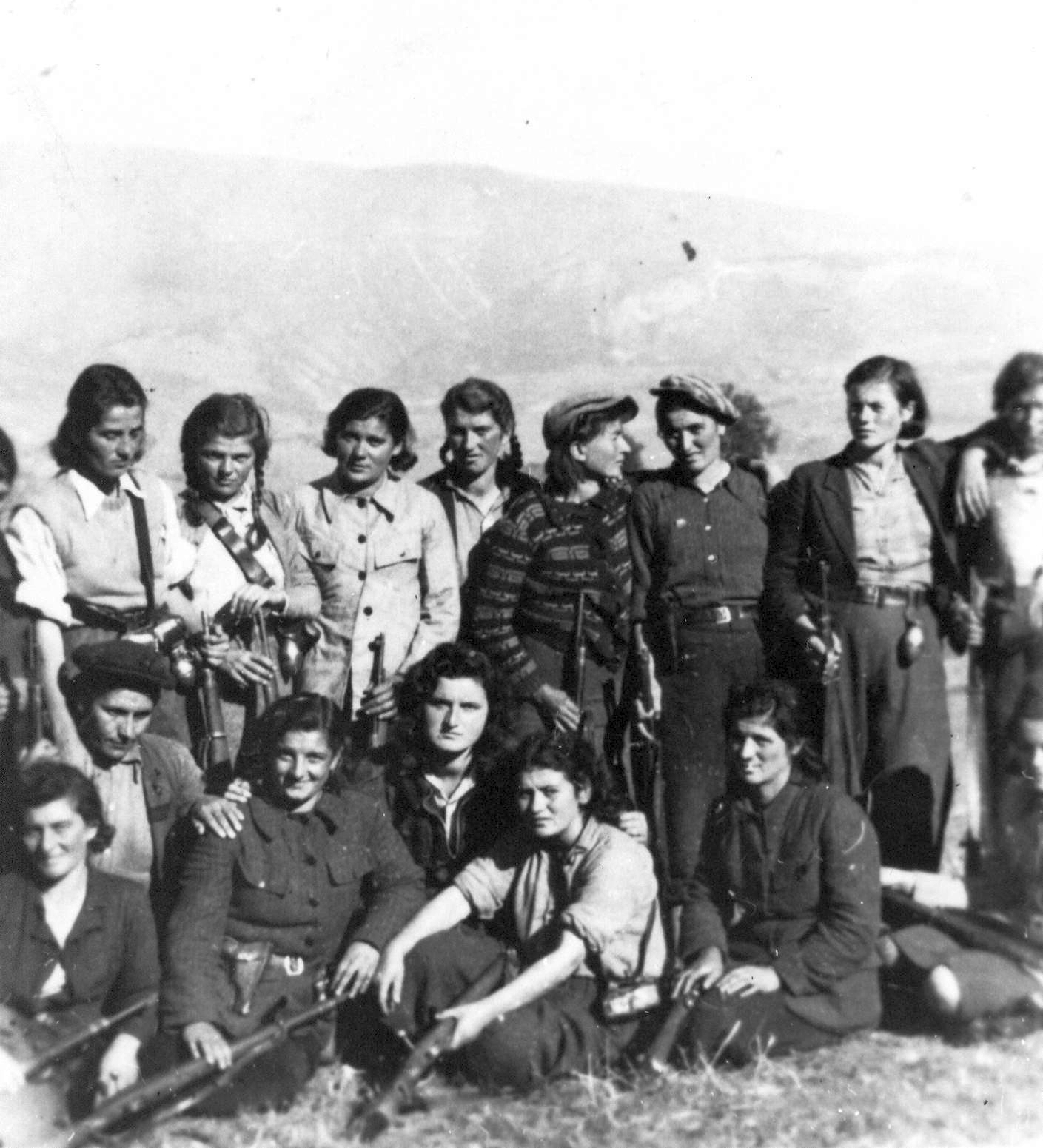
Partisaninnen des 1. Bataillons der Vierten Proletarischen Brigade, bei der Sutjeska, 1942

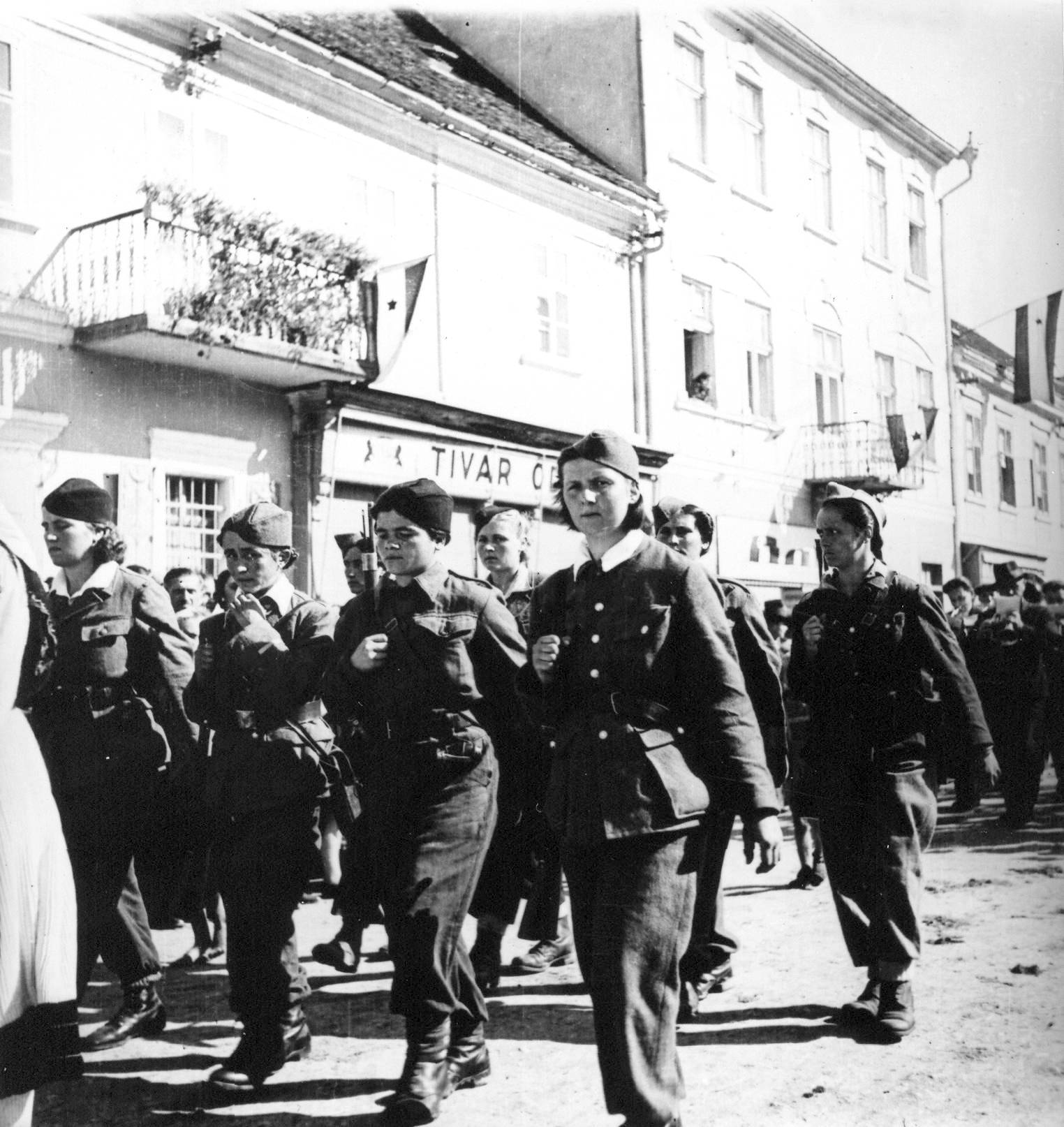
Kämpferinnen in Požega, 17. September 1944.

Während des Volksbefreiungskampfes der Völker Jugoslawiens zwischen Juli 1941 und Mai 1945 kämpften in den Reihen der Volksbefreiungsarmee und der Partisaneneinheiten Jugoslawiens über 100.000 Frauen, von denen etwa 25.000 ums Leben gekommen sind. Darüber hinaus beteiligte sich eine große Anzahl an Frauen an der Arbeit im Hintergrund, insbesondere in den Aufstandsgebieten.

## Beschreibung
Unter der Führung der Kommunistischen Partei Jugoslawiens wurden während des Volksbefreiungskampfes Frauenorganisationen gegründet, die sich in den einzelnen Gebieten unterschieden haben, da überall verschiedene Bedingungen herrschten. Jedoch hatten alle das gleiche Ziel – die Befreiung der Frauen durch ihre Besetzer, von ihrer Abhängigkeit und ihrer ungleichen Stellung in der Gesellschaft.
Da sich Frauen in großen Zahlen für die Volksbefreiungsbewegung freiwillig meldeten, übten sie viele verschiedene Tätigkeiten und Berufe aus, sie arbeiteten etwa als Delegierte, politische Kommissarinnen, Kommandantinnen, Sanitätsreferentinnen, Krankenschwestern, Kämpferinnen, Maschinengewehrschützinnen, Bombenwerferinnen, Parteiführerinnen, SKOJ-Führerinnen und waren Mitglieder der Volksbefreiungsausschüsse.
Bereits in der Vorkriegszeit versuchte die KPJ, Frauen in die revolutionäre Bewegung einzubinden, jedoch gab es keine speziellen Frauenorganisationen. Zu Kriegsanfang wurden lokale, kommunale und städtische Frauenausschüsse gegründet. Infolge von erfolgreichen Kämpfen in den Jahren 1941 und 1942 wurde schließlich am 6. Dezember 1942 in Bosanski Petrovac eine spezielle Frauenorganisation gegründet, der sogenannte Antifaschistische Frauenfront Jugoslawiens (bosnisch Antifašistički front žena Jugoslavije, AFŽ).
Von rund 40.000 Frauen, die während des Krieges verwundet wurden, blieben mehr als 3000 schwerstbehindert. Weitere 91 wurden zu Nationalheldinnen erklärt, 3.344 haben eine Gedenkmedaille aus dem Jahr 1941 erhalten und über 2000 Frauen wurden zu Offizierinnen der Jugoslawischen Armee. Von den etwa 1.700.000 getöteten Jugoslawen und Jugoslawinnen waren in etwa 620.000 Frauen, allein von denen wurden mehr als 282.000 in Konzentrationslagern ermordet.

## Frauenaktivität in der Vorkriegszeit
Kurz vor Beginn des Zweiten Weltkriegs verstärkte sich die politische Aktivität der Frauen unter der Führung der Kommunistischen Partei Jugoslawiens, insbesondere durch die Gründung der Volksfront Jugoslawiens im Jahr 1936. Zur gleichen Zeit konnten auch 600.000 Unterschriften im Rahmen der Aktion „Für Frieden und Freiheit“ (bosnisch Za mir i slobodu) von Frauen gesammelt werden. Frauen nahmen an zahlreichen Demonstrationen im ganzen Land gegen die wachsende faschistische Bedrohung teil, etwa nach dem Anschluss Österreichs, dem Münchner Abkommen oder der Sudetenkrise. Zudem mischten sechzehn Frauen aus Jugoslawien zwischen 1936 und 1939 am Spanischen Bürgerkrieg mit.
Bei der fünften Zusammenkunft der Landeskonferenz der Kommunistischen Partei Jugoslawiens, die von 19. bis 23. Oktober 1940 in Dubrava nähe Zagreb stattfand, hielt die Freiheitskämpferin Vida Tomšič einen Vortrag mit dem Titel „Über die Arbeit unter Frauen“ (bosnisch O radu među ženama). Es wurde auch ein neues Zentralkomitee der KPJ gewählt, in das auch zwei Frauen aufgenommen wurden, darunter Spasenija Cana Babović und Vida Tomšič.

## Bekannte Frauen im nationalen Befreiungskampf
Marija Bursać (1921–1943) war ab 1942 in der NOP aktiv. 1943 wurde sie bei Kämpfen gegen die Wehrmacht verwundet und starb beim Transport ins 40 km entfernte Krankenhaus. Sie erhielt als erste Frau den Titel Volksheldin Jugoslawiens.
Lepa Radić (1925–1943) schloss sich 16-jährig nach der Flucht aus deutscher Gefangenschaft der NOP an. Sie organisierte unter anderem den Transport von Verletzten und wurde 1943, nach erneuter Gefangennahme, gefoltert und erhängt. Sie wurde posthum mit dem Orden der Volksheldin ausgezeichnet.
Vera Aceva (1919–2006) war im Krieg Partisanin und politische Kommissarin. Nach dem Ende des Zweiten Weltkriegs bekleidete Aceva mehrere Führungspositionen und beteiligte sich an den Repressionen der Kommunistischen Partei gegen Andersdenkende. Später nahm sie eine kontroverse Haltung zur Entwicklung und Staatsbildung (Nord-)Mazedoniens ein.
Mara Naceva (1920–2013) führte mit 16 Jahren einen Arbeiterstreik an. Sie war in der Kommunistischen Partei Jugoslawiens aktiv und wurde 1942 verhaftet. Nach dem Krieg war sie in mehreren hohen regierungsnahen Positionen tätig.
Lizika Jančar (1919–1943) war eine Medizinstudentin. Sie schloss sich im Februar 1943 den Partisanen an und wurde bereits einen Monat später, im März, gefangen genommen und erschossen.
Andreana Družina (1920–2021) war ab 1942 als Partisanin aktiv. Sie nahm an mehreren Schlachten teil und wurde mehrfach, teilweise schwer, verwundet. Noch während des Krieges trat sie dem Geheimdienst bei und war auch nach Kriegsende in verschiedenen Gremien aktiv. Sie wurde als Volksheldin ausgezeichnet.
Stana Tomašević (1921–1983) war Lehrerin. Sie wurde 1941 von den Italienern gefangen genommen und schloss sich nach der Freilassung den Partisanen an. Parallel war sie im Rat der Antifaschistischen Frauenfront Jugoslawiens tätig. In ihrer Nachkriegskarriere war sie mehrfach Botschafterin und schloss ihre Laufbahn als höchste Frau des Landes, Präsidentin (Sprecherin) der Bundesversammlung (1979–1982), ab.
Nada Dimić (1923–1942) war ab 1941 zunächst in der Sisaker Partisanenabteilung und später in den Bergen von Petrova gora in der Region Kordun aktiv. Sie saß zweimal in Haft, wurde mehrfach gefoltert und schließlich im KZ Stara Gradiška hingerichtet.